# Podbórz (Szumów)
Podbórz – nieoficjalny przysiółek wsi Szumów, leżący w województwie lubelskim, w powiecie puławskim, w gminie Kurów. 
Miejscowość leży nad rzekami Kurówka i Bielkowa. Podbórz wchodzi w skład sołectwa Szumów.
W okolicach Podborza występują pokłady żwiru.

## Historia
Wieś pojawia się w spisie parafii kurowskiej w 1787 r. jako Podbor. Została odnotowana w 1800 r. jako Podborze (Akta wizytacyjne Diecezji Lubelskiej 183 54), podobnie w 1803 r. (ibidem 190 1), zaś w 1830 r. zapisano Podborz (ibidem 205 171). W spisach z XIX i XX w. występuje ciągle jako Podbórz. W końcu XIX wieku stanowiła folwark przynależący do dóbr kurowskich w parafii Kurów, w powiecie nowoaleksandryjskim. W 1971 r. miejscowość stanowiła część wsi Szumów.